# Parametrio
El parametrio es el conjunto de estructuras que unen el útero a las paredes de la pelvis. La principal es el ligamento ancho. En el lenguaje médico también el parametria , es un término anatómico que describe el tejido conectivo pélvico frente al cuello uterino a la vejiga urinaria y en ambos lados a la pared pélvica lateral. En la parte superior está delimitado por el peritoneo , más precisamente por un engrosamiento del peritoneo en forma de techo de tienda llamado ligamentum latum uteri , y en la parte inferior por los músculos del suelo pélvico. Ocho ligamentos atraviesan el tejido que estabiliza la posición del útero: el ligamento cardinal (epónimo : ligamento de Mackenrodt) en ambos lados la arteria y vena uterina , por delante a ambos lados del ligamentum vesicouterinum a la vejiga urinaria y el ligamentum teres uteri al canal inguinal , detrás a ambos lados del ligamentum sacrouterinum al sacro .
Para el pronóstico del cáncer de cuello uterino es importante evaluar si el tumor ha alcanzado o superado el parametrio.
En anatomía animal, el tejido conectivo , los músculos lisos , los vasos sanguíneos y los nervios entre las dos hojas del ligamentum latum uteri se denominan parametrio.